# Peter Ivars
Peter Ivars, finländsk orienterare som tog VM-brons i stafett 1989.